# Putaansaari (ö i Kajanaland, Kehys-Kainuu, lat 64,02, long 29,94)
Putaansaari är en ö i Finland. Den ligger i vattendraget Komulanjoki och i kommunen Kuhmo och landskapet Kajanaland, i den centrala delen av landet, 500 km nordost om huvudstaden Helsingfors. Öns area är 9,7 hektar och dess största längd är 0,6 kilometer i öst-västlig riktning.